# Eendracht Elene
Eendracht Elene was een Belgische voetbalclub uit Elene. De club was aangesloten bij de KBVB met stamnummer 9450 en had zwart als clubkleuren. De club speelde in de provinciale reeksen.

## Geschiedenis
De ploeg werd opgericht halverwege de jaren 70, maar was de eerste drie decennia actief in het liefhebbersvoetbal. Voor de overstap richting KBVB was men actief in het KKVS (Koninklijk Katholiek Sportverbond) afdeling Oost-Vlaanderen.
In 2004 werd uiteindelijk de overstap gemaakt naar de KBVB, waar men van start ging op het allerlaagste niveau, Vierde Provinciale. In 2006 dwong Elene de promotie af naar Derde Provinciale. In 2011 mocht ook in die reeks de titel gevierd worden en promoveerde men verder naar Tweede Provinciale.
In 2014 fusioneerde Eendracht Elene met het naburige Eendracht Grotenberge. De fusieclub werd Eendracht Elene-Grotenberge genoemd en speelde verder met stamnummer 3861 van Grotenberge. Stamnummer 9450 werd weer geschrapt.